# Abattekh
Abattekh (auch Abbateh) ist ein Ort im Süden Marokkos.
Der zur Provinz Tan-Tan gehörende Ort liegt auf einer Höhe von 202 Metern an der Fernverkehrsstraße von Tan-Tan (Marokko) nach Smara (Westsahara) in der Nähe der Grenze zur Westsahara.